# 王认桥
王认桥，是位于福建省福州市罗源县洪洋乡王认村的一个宋代古建筑，2001年入选第三批罗源县文物保护单位。
王认桥始建于宋绍兴三年（1133年），由陈杲出资建造，东西架向，花岗石结构，三孔二墩，长22米，宽3.7米，高4.8米，栏板有动物浮雕。1945年桥面两条石板曾发生断裂。